# 吴大猷
吴大猷（1907年9月29日—2000年3月4日），筆名洪道、學立，中華民國物理学家、教育家，廣東省肇慶府治高要縣人，生於番禺縣，曾任西南联合大学教授、中央研究院第6任院长。有「中國物理學之父」之稱．1929年，吴大猷畢業於南開大學，獲中華教育文化基金董事會乙種研究補助金，赴美國密歇根大學研習，1933年得碩士，翌年獲博士。杨振宁和李政道是他的学生。

## 生平

### 家世背景
吳大猷的家世是世代書香、名門高第。祖父吳桂丹（字萬程，號秋舫），光緒十五年（1889年）己丑科二甲第十七名進士，兩年後散館，由二甲庶吉士升補翰林院編修，記名御史。其父親吳國基為桂丹公的次子，光緒二十七年（1901年）辛丑恩正併科舉人，改就西學，曾出使菲律賓，宣統元年（1909年）奉派吉林省服官，不幸在宣統二至三年間關外鼠疫流行時病逝。此時吳大猷僅4歲。

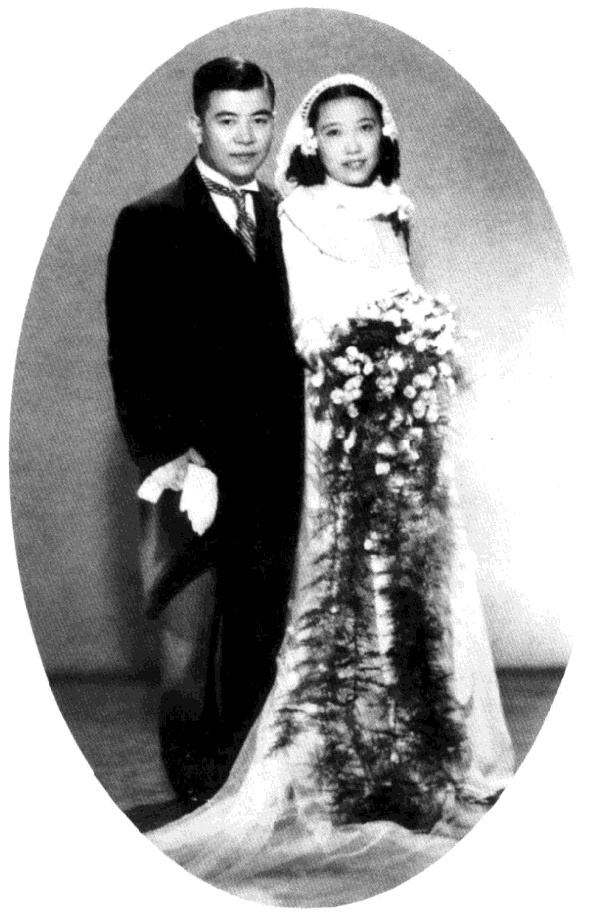
吳大猷與夫人阮冠世

### 學識養成
吳大猷剛開始上學時，中國教育制度正處於一片混亂。舊式科舉制度已遭完全廢除，而自國外引進的洋學制度，卻因既有師資程度、教學品質參差不齊，致產生「中學為體，西學為用」的畸異狀態：即教科書文體內容均採用西方知識，像「數學」、「科學」等等，但授課方法卻是延襲四書五經般的「背誦」、「複誦」手段，讓學生學習。與當時西方科學所注重的以「理解」為學習目的，完全背道而馳。這一段年少學習經歷，也致使吳大猷在於 60 歲時，毅然決然地要徹底改革臺灣中小學與高等教育。
亦是上述原因，吳大猷在中學以前的教育模式，受到極大限制。很幸運的是，1921年，他伯父吳遠基恰巧受聘擔任天津廣東旅津中學校長職務，因而吳大猷跟隨堂兄弟們一齊前往天津求學。雖然需要自一年級開始重讀，可喜的是他就讀的學校乃是當時中國的精英學校——天津私立南开中学堂。
1925年，吳大猷就讀至高二年級時，另行轉投考南開大學，並且高分錄取就學。
一開始，他選擇了較實用的「礦科」作為主修，雖發現第一年課程較繁重、但授課教授都是極有學問。其中一位物理教授饒毓泰，後來也成為吳大猷一生的知心密友。
吳大猷就讀「礦科」一年時，原捐資辦「礦科」的捐贈者李组紳先生因事業失利，無法繼續維持經濟支持，「礦科」因此停辦。
吳大猷於「礦科」就讀普通物理（物理教育）時，發現自己對物理學興趣極高，加上南開大學提供他獎學金，吳大猷思考後，決定繼續留在南開大學，並轉選擇「物理」作為主修方向(1926年)。
1929年，吳大猷大學畢業，繼續留在南開大學任教。
1931年，經饒毓泰及葉企孫兩位教授推薦，吳大猷獲得中華教育文化基金會獎學金出國留學。在經濟考量下，他選擇學費最為低廉的密西根大學。當時，此校為當時美國發展量子力學的中心。於密西根大學求學時，他結識了人生旅程中第二位恩師——雷道耳。雷道耳乃當時密西根大學的物理系系主任，在吳大猷才進入密西根大學時，便極力邀請吳參與他所從事的「紅外線光譜實驗」。雷道耳在當時，已被暱稱為近代物理大師，他在物理學上的研究、理論，不僅影響著吳大猷，在行為思想上的觀念亦是如此，吳大猷曾在《回憶》一書中敘述：
「我知道的、認識的物理學家及其他的科學家不少，但未更見有為人簡樸誠實......。十餘年我在台灣的發展科學工作中，對若干事的政策及學術之支持態度，可追溯於他的影響，但我常犯的直言之病，則非由他學來的。」
1933年，吳大猷獲得博士學位，同時被選為ΦBK會員。換言之，在極短促的2年間，他便已取得密西根大學的碩士及博士學位，此時，他剛邁入26歲的年紀。

### 執教歷程
1934年夏天，在密西根大學做了一年博士後研究之後，吳大猷答應北京大學的聘請，決定返回中國任教。1934年秋起任北京大学物理学系教授。在北京大学任教期间，曾进行光谱学的研究工作，发表论文多篇。
當時的北京大學是國內物理系中最好的學校，教授不多但卻是集結了該領域的精英，系主任饒毓泰更是吳大猷多年的恩師。在進入北大之後，第一年的時候，他透過在美國研究時所認識的教授替北大購買了一批當時中國最先進的實驗器材，並且同北大的其他教授們一起從事研究原子光譜及其相關領域，在接下來的3年中，陸陸續續的在國際的期刊上發表了18篇論文。也因為在現代物理上的傑出表現，許多國際學者也陸續來到北京做訪問、演講。
1937年的夏天，也就是吳大猷在北大任教的第三年，日本入侵中國發生了盧溝橋事變，中日戰爭隨即爆發，在此時局動盪不安的局面下，友人力勸吳大猷前往天津避難，考量到家中妻子、母親的安危，吳大猷離開北京。
原本吳大猷以及北大、清華和南開三校師生在抵達長沙之後，隨即便在當地成立臨時大學，然而戰火蔓延，長沙的空襲警報日漸頻繁，經過饒毓泰夫婦的極力相勸，吳大猷接受在四川大學的講座。
當時同吳大猷一同接受四川大學講座的還有蕭公權和張洪沅兩人，而他們3人的薪資都比四川大學的教授微高，以致在校內引起一些爭議，也因為這次的事件，吳大猷萌生去意，在1938年的夏天再隨饒毓泰教授前往昆明西南聯合大學執教。
1938年，西南聯大的物理系正式成立。由於戰亂的因素，物理系的教授實際上是由北大、清華和南開大學的教授所組成，而饒毓泰和吳大猷也是創始教授之一。1938年夏起任西南联大物理系教授。1939年综合其研究成果，撰写专著《多原子的结构及其振动光谱》。
在西南聯大任教的8年期間，吳大猷主要負責的科目為電磁學、近代物理、古典力學、量子力學等，在這方面也培育出許多傑出的人才，李政道和楊振寧便是其中最著名的兩位。
1941年，吳大猷在西南聯大開高等物理課程，聽課學生有楊振寧等人。1945年，吳大猷被選為西南聯合大學第八屆校務會議代表。李政道由浙大轉來，接受他的指導。
抗戰勝利後，1946年夏，吳大猷被軍政部借聘籌建國防科研工作，赴美考察战后科学发展的情况，并计划筹设科学研究机构。接受密西根大學客座教授職務，不意從此離開了中國教職，在美国、加拿大任教二十余年。
1948年當選中央研究院第一屆院士。1950年当选加拿大皇家學會會員。1956年后经常回台湾讲学，1967年至1973年首任台湾國科會主委。1962年，《散射的量子理论》出版。回台，擔任中央研究院物理研究所於台灣復所後首任所長。1975年，将教学讲稿整理成7册《理论物理》出版。1976年，中央研究院物理所所長卸任。
1979年，妻阮冠世歿。
1983年 任中央研究院院長。
1994年 卸任中央研究院院長，被聘為總統府資政。
1992年，在相隔快50年之後，吳大猷返回北大訪問，北大校長頒贈「榮譽教授」的證書給他，稱他是將現代化物理研究實驗引入北大物理系的第一人。
2000年3月4日逝世。

## 學術成就

### 多元分子之振動光譜及其結構
在西南聯大的期間，北京大學為了慶祝40週年，邀請學校的教授撰寫論文與之共襄盛舉，吳大猷便以《多元分子之振動光譜及其結構》為題，撰寫了一篇論文書籍，但沒想到，此書一流出國外立刻引起國際知名物理學家的同聲讚譽。密西根大學、哈佛和普林斯頓等大學的教授都紛紛寫信祝賀吳大猷，稱讚這本書的專業性。而主持Prentice-Hall出版社的可頓教授也將這本書列入物理名著之列，一時之間《多元分子之振動光譜及其結構》便成為了這方面的權威之作，也隨著這本書的出名，吳大猷也變成了國際知名的物理學家。

## 參與機構
第二次世界大戰後，由於美國曼哈顿计划原子彈試射成功，阿尔伯特·魏德迈將軍向俞大維提議派人前往學習，經呈報蔣中正同意，軍政部考核後推派西南聯大的物理教授吳大猷帶2位助理李政道與朱光亚（吳大猷推薦）、化學教授曾昭抡和數學教授華羅庚等代表赴美。
1946年夏，吳大猷受軍政部借聘籌建國防科研工作，出國考察，接受密西根大學客座教授職務。1947年秋，吳大猷至哥倫比亞大學工作兩年。

### 加拿大國家研究院
1948年，吳大猷獲選為第1屆中央研究院（數理科學組）院士，原本預計隔年秋天就該返國，但大陸的局勢已經變天，碰巧加拿大國家研究院極力邀請他主持理論物理組，1950年，吳大猷成為加拿大皇家學會會員。加拿大國家研究院是加拿大當地最高科學研究兼行政機關，直接對國會負責，任職於此機構的人都享有高於政府一般機構的待遇。而理論物理組是其中的熱門部門，參與博士後研究的有來自英、美、瑞士、比利時、加拿大、義大利等世界各地的物理學家，共計數十位。
吳大猷在深思熟慮下，原本打算暫且先到加拿大國家研究院工作，待時機明朗，再返國效力，只是沒想到一去就留置了14年，成為他在國外研究最長的一段時間，直到1963年秋，才辭去加拿大國家研究院的職務，赴美國紐約布魯克林理工學院，在太空及氣體動力學研究所講氣體運動論。1965年秋，轉任紐約州立大學水牛城分校物理學和天文學系主任。
加拿大國家研究院期間，1956年，他曾經應胡適之邀回台，在台大和清大聯合主辦的研究生班講授古典力和量子力學，兼及流體力學和核子間的交互作用問題。　

### 科學發展指導委員會
1956年，吳大猷應胡適之邀回台，胡適懇請吳大猷擬出具體的方案。吳大猷在科導會期間，屢屢向政府提出不少具體的政策建言，有些雖然因為政治因素並未能實施，但極大部分都有相當的成果。当时美國政府對於台湾設立科導會，積極籌劃科學發展措施給予很大的肯定以及重視。
1957年，吳大猷與中央政府建議制定國家長期發展學術的政策，而在10年後，當時的蔣中正總統最終決定修改憲法的特別條款，成立國家安全會議，並且在旗下設立國家科學委員會，並被預定吳大猷為主任委員，閻振興、蔣彥士為副主任委員，而組織的目的為研定國家科學發展政策的事宜。

### 國家長期發展科學委員會
1959年2月1日，成立「國家長期發展科學委員會」，也就是台灣發展科學的起源、吳大猷對台灣科學發展產生貢獻的開始。
為了能夠加速國內的科學發展，長科會設有「研究補助」、「客座教授」及「學人住宅」等多項優惠措施，以便延攬國外學者回國執教，而吳大猷無疑是這些方案擬議的幕後功臣。

### 國家科學委員會
1967年5月，吳大猷接受錢思亮邀請，回國任科學發展指導委員會主任委員。吳大猷建議政府改組「國家長期發展科學委員會」（長科會），更名為「國家科學委員會」（國科會），獲准。1967年8月，「行政院國家科學委員會」成立，總統蔣中正命吳大猷兼任國科會的主任委員。國科會之任務為執行國家科學發展之政策，吳就任之後便重新擬定台灣科學發展方向，決定科學教育、設備及人才培育著手，並設置研究輔助費的辦法，並設立科學資料及科學儀器中心，專門收集各科學工業先進國家之科學工業技術資料，為學術、工業及各界服務。
1973年辭國科會主委，在國科會 6 年任期中，提出多項發展台灣科學的政策，這些政策的實施，成為二十年後科技進步的基石。1969年，有鑑於台灣地震的頻繁，他與數位留美地震學者商討籌劃地震的研究設施，翌年開始巡視全台的地震測量站，規劃建立全國的地震測量網和資訊傳遞系統。1972年，台灣地震站網已經完工，開始從事分析測量等工作。（1967-1973六年期間擔任國科會主委）

### 中央研究院
1948年時，吳大猷便以第一屆院士的身份參與了中研院的發展。而在中研院遷台之後，伴隨著歷屆院長的努力，台灣的學術地位逐漸受到國際的肯定，並且培育出不少各領域中的傑出人才。
1978年，吳大猷從紐約州立大學水牛城分校退休，長居台灣 。
1984年，中研院當時的院長錢思亮病逝於台大醫院，依照中央研究院組織法，在一個月後隨即召開補選中研院院長候補人會議，出席會議的評議員總計有四十一位，而實際投票為四十五人。而在第一次的開票結果中，吳大猷便獲得了四十票，經總統蔣經國核定成為了中央研究院第六任的院長。
吳大猷認為，中研院的組織若沒有大學學生的新血的持續投入，就如同軍隊有將無兵，因此在任職院長期間，他積極推動中研院與大學間的學術交流，許多大學的年輕學子因此得到了中研院的師資以及研究設備的補助。
此外，吳大猷也在中研院的各研究所中增設「學術諮詢委員會」，由院方聘請了國內外的學者所組成，其任務是與所內人員檢討、建議研究方針及重要學術計畫和國內外合作的事宜。而吳大猷自接掌中研院以來，也一直力求改善中研院的環境，例如研究設備、學術風氣及建立公平公正的人事制度等。
1993年，經過十年漫長的努力，他功成身退，於當年的國慶日向當時的總統李登輝遞出辭呈，並獲得批准。回顧吳大猷在中研院所作的努力，他除了是歷屆院長中任職最長的一位，也是對中研院付出貢獻最多的一位，也因為他對中研院的貢獻，因此而在學界被稱為「中研院的拓荒者」。

### 中山科學院「新竹計畫」
1967年初夏，吳大猷受到蔣中正總統之命令返回台灣擔任科導會主委，不過，才剛抵達台灣的他隨即收到了國防部的公文，想請吳大猷參與中山科學院所擬議的『新竹計畫」。
新竹計畫本質上就是核能發展的計劃案，吳大猷在接到計畫案後，在數個禮拜中反覆的與同仁討論，雖然意見有所出入，但都不贊成此項計畫。而在經過多方的考慮之後，吳大猷最終向蔣中正建議暫時先放棄核子武器的發展，並且提出了幾點疑慮。吳大猷在報告中指出，此項核能計畫所需消耗的人力及金錢過於龐大，以當時政府的經濟財政力量，恐怕將是一大負擔。此外，以國家整體規劃而言，當時台灣一般科學教育研究及工業發展所需的經費都還不足，若是貿然嘗試，必然會面對到許多困難。針對以上這些問題，蔣中正決定接納吳大猷的建議，「新竹計畫」暫時停止討論，並且根據建議，由總統指令將原子能委員會改置由行政院管轄，中華民國首次自製核武的嘗試以暫緩告終。

## 家庭
堂弟吴大任，曾任南开大学副校长，中国数学会副理事长。
妻子阮冠世。吴大猷在南開大學四年级时，认识了刚入学的阮冠世。她天生丽质，聪颖过人，令他一见钟情。阮冠世患有肺病，體弱多病，不能生育。1931年吴大猷获奖学金赴美留学，阮冠世与他同行，两人共用一份奖学金。吴大猷获博士学位后，北京大学发来聘书。而此时阮冠世因病住在纽约郊区疗养院，吴大猷想接她一起回国，但医生不允许她出院。为能如期走，吴大猷只好将阮冠世留下疗养，自己先走。吴大猷从故乡把寡母带到了北平。阮冠世在疗养院病情稍好就拖着病弱之躯独自回国。因长途旅行劳累过度，患了肋膜炎，高烧不退，住进医院。同事师长劝吴大猷要慎重对待婚姻大事。经过8年苦恋，有情人终成眷属。1979年，阮冠世的左肺完全钙化，靠氧气管呼吸。隔年秋天，病情轉危，冬天過世，享年71岁。
吳大猷夫人阮冠世不能生育，故收吳大猷堂弟吳大立的小兒子吳葆之為其養子。1950年，吳葆之於兩歲時由吳大立之妻送至加拿大。吳葆之加州大學伯克利分校數學和音樂雙學位，普林斯頓大學分子生物學博士學位，他是風險投資家，香港科技大學兼職教授，先後於其他人共同創立了中國風投管理、金門發展投資、Allegro Capital及Alameda Capital等企業。

## 荣誉

### 中华民国勋章奖章
- 一等景星勋章（1994年4月16日于台北总统府颁授[10]）

## 紀念

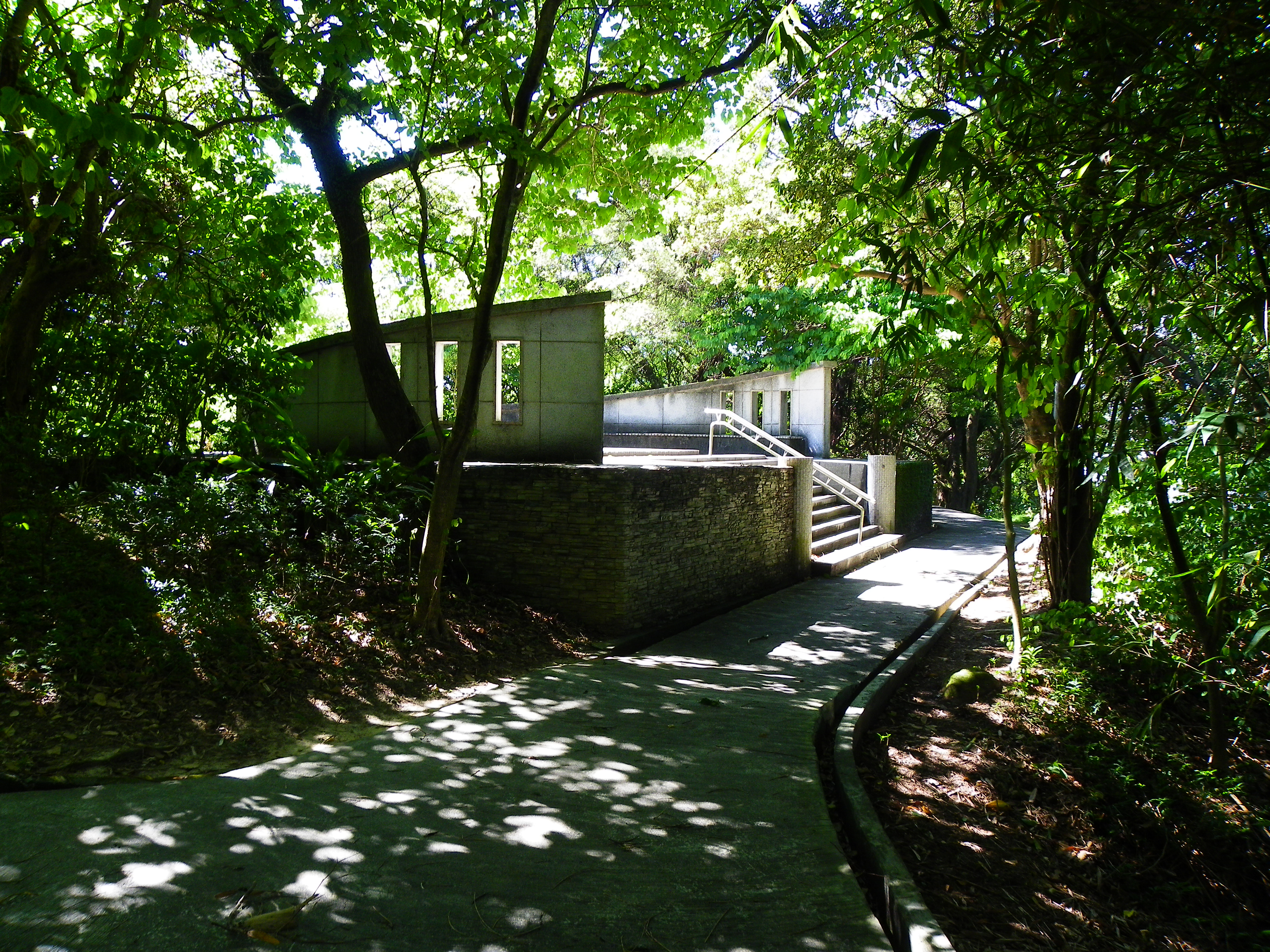
吳大猷先生紀念碑（臺北市南港區胡適公園）。

- 2001年3月 中央研究院物理研究所四樓吳大猷紀念館落成。
- 小行星256892，2008年2月27日由國立中央大學鹿林天文台發現[11]。
- 吳大猷先生紀念獎，2002年由國科會為紀念吳大猷的貢獻，而創立的獎項。
- 2002年輔英科技大學創辦人張鵬圖醫師感念吳大猷博士風範，特命名該校圖書館為「輔英科技大學吳大猷紀念圖書館」。
- 密西根大學物理系吳大猷講座[12]。

## 著作

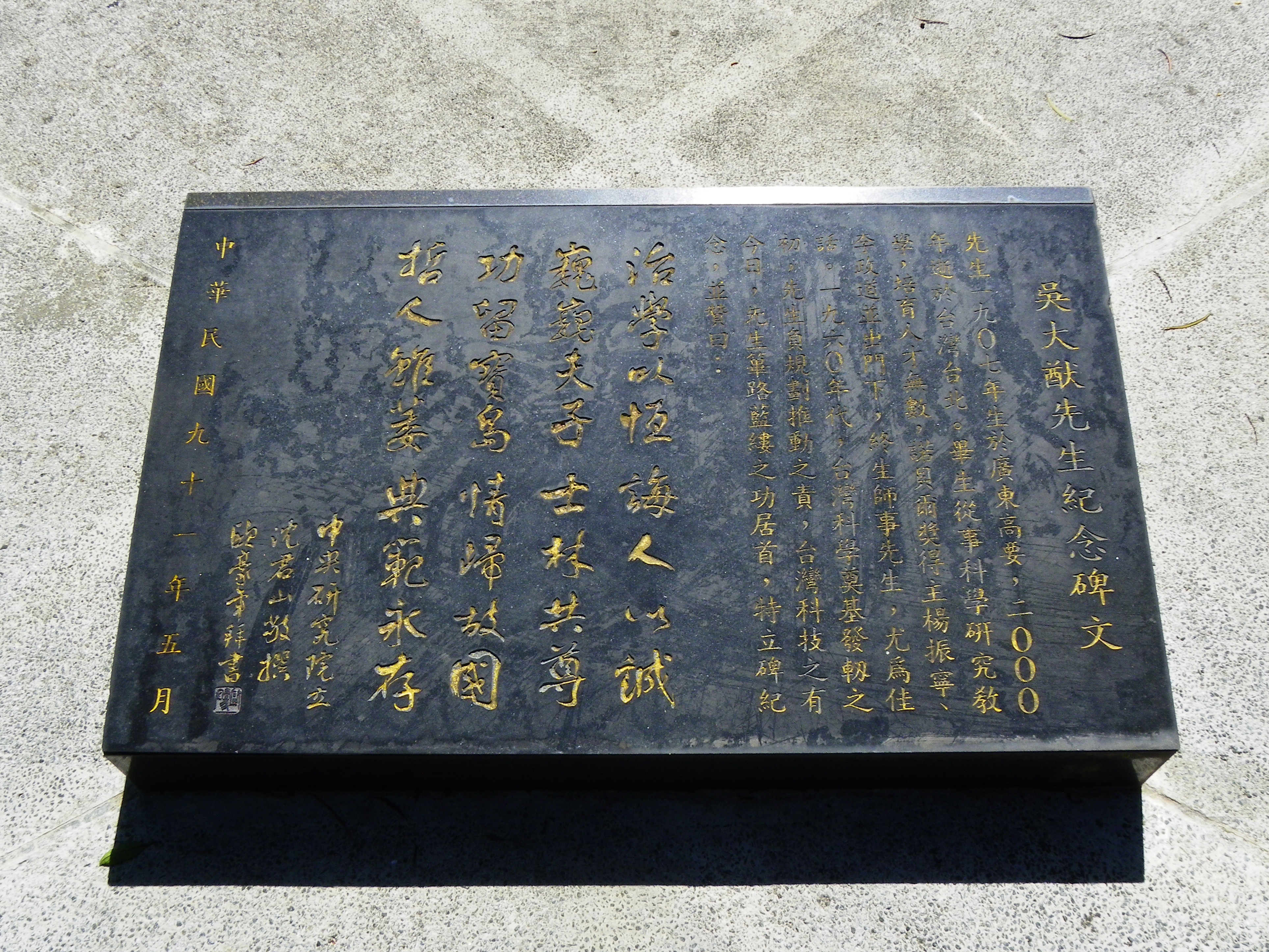
吳大猷先生紀念碑文，沈君山撰、歐豪年書。

- 吳大猷，《理論物理》，共七冊，聯經出版公司。
  - 《理論物理第一冊—古典動力學》：甲部：Lagrangian動力學；乙部：Hamiltonian動力學
  - 《理論物理第二冊—量子論和原子結構》：甲部：量子論（1900～1925）；乙部：原子結構與光譜
  - 《理論物理第三冊—電磁學》
  - 《理論物理第四冊—相對論》：甲部：狹義相對論；乙部：廣義相對論；1978年。
  - 《理論物理第五冊—熱力學、氣體運動論及統計力學》：甲部：熱力學；乙部：氣體運動論；丙部：統計力學
  - 《理論物理第六冊—量子力學（甲部）》
  - 《理論物理第七冊—量子力學（乙部）》，1980年。ISBN 9570814756
- 吳大猷，1986年，《博士方塊》，遠流出版社。ISBN 957-32-0565-3
- 吳大猷，1986年，《人文.社會.科技》，遠流出版社。ISBN 957-32-0349-9
- 吳大猷，1986年，《教育問題》，遠流出版社。ISBN 957-32-0818-0
- 吳大猷，1986年，《科學與科學發展》，遠流出版社。ISBN 957-32-0348-0
- 吳大猷，1987年，《八十述懷》，遠流出版社。ISBN 957-32-0324-3
- 吳大猷，1989年，《在台工作回憶》，遠流出版社。ISBN 957-32-0820-2
- 吳大猷，1992年，《我的一生：學.研.教.建言》，遠流出版社。ISBN 957-32-1560-8